# 第9街車站 (PATH)
第9街車站（英語：9th Street）是美國紐新港務局過哈德遜河捷運（PATH）系統的地鐵站，位於紐約市曼哈頓格林尼治村第9街及第六大道交界，平日設有霍博肯－33街線和雜誌廣場－33街線，週末設有雜誌廣場－33街線 (經霍博肯)。

## 車站結構
| G  | 街道層             | 出入口 |
| B1 | 南行               | 霍博肯－33街線 往霍博肯（克里斯多福街） · 雜誌廣場－33街線 往雜誌廣場（克里斯多福街） · 雜誌廣場－33街線 (經霍博肯) 往雜誌廣場（克里斯多福街） |
| B1 | 島式月台，左側開門 | |
| B1 | 北行               | 霍博肯－33街線 往33街（14街） · 雜誌廣場－33街線 往33街（14街） · 雜誌廣場－33街線 (經霍博肯) 往33街（14街）                                   |

為了保持PATH車站入口在曼哈頓的風格，第九街入口位於第六大道東側的大廈側。乘客需要下若干級的樓梯，通過狹窄多彎的隧道才能到達月台北端。此地下車站設有一個中央島式月台和兩條軌道。該月台位於克里斯多福街下方，PATH軌道在第六大道下方轉彎的南/西面。IND第六大道線的慢車軌道位於PATH軌道東面，而快車軌道則位於下方，無法在此站看到。此站以東，軌道北轉到第六大道，但隧道繼續直線行走，到達預留的立體交匯處，一個從未興建的支線將在IRT萊辛頓大道線開往阿斯托廣場。此站以北所預留的鐘口延續約250英呎。

## 外部連結

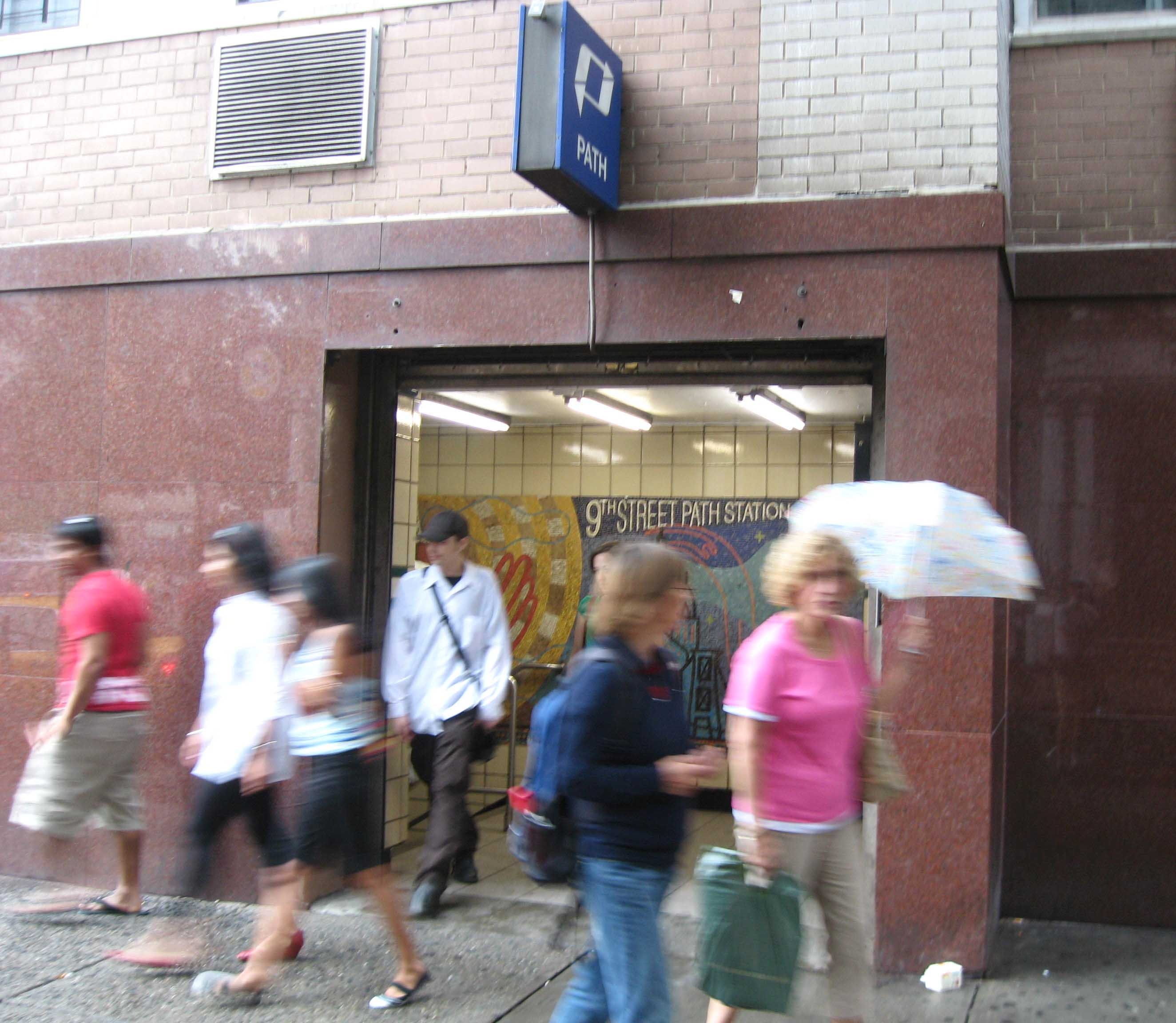
街道入口

- PATH - Ninth Street Station （页面存档备份，存于）
- PATH's Plan For More Station Entrances in the West Village Continues from New York University's Livewire
- Ninth Street entrance from Google Maps Street View
- Platform from Google Maps Street View （页面存档备份，存于）